# Chiesa di San Giorgio Martire (Credaro)
La chiesa di San Giorgio Martire è il principale luogo di culto cattolico di Credaro, in provincia e diocesi di Bergamo; fa parte del vicariato di Predore. La sagrestia conserva l'ultimo lavoro che Lorenzo Lotto eseguì sul territorio bergamasco.

## Storia
Un'antica chiesa dedicata a san Giorgio è presente sul territorio di Credaro già dal XIII secolo, inserita nell'elenco delle chiese del 1260 che dovevano versare un censo alla Santa Sede romana, risulta censita come dipendente dalla pieve di Calepio, l"ecclesia" di San Giorgio.
La chiesa è inserita nella “nota ecclesiarum”, elenco voluto da Bernabò Visconti per definire i diversi benefici delle chiese e dei monasteri di Bergamo e poterne definire i tributi da versare alla famiglia Visconti di Milano e alla chiesa di Roma nominando il titolare di ogni beneficio. Dai fascicoli si deduce che sul territorio di Credaro vi erano altri due edifici di culto e la chiesa intitolata a san Giorgio aveva un unico beneficio.
Nel II sinodo diocesano di Bergamo voluto dal vescovo Federico Corner, in ottemperanza del 1° consiglio diocesano del 1565, furono istituiti i vicariati foranei e la chiesa fu inserita nella pieve di Calepio.
Nell'autunno del 1575 san Carlo Borromeo arcivescovo di Milano, visitò il territorio della bergamasca, e il 16 settembre era presente a Credaro visitando la chiesa di san Giorgio. Dagli atti si deduce che vi erano le scuole del Santissimo Sacramento, che era retta da tre sindaci e gestiva l'altare maggiore, del congregazione della Misericordia Maggiore di Bergamo, era retta da un solo curato. Vi erano sussidiari l'oratorio dei santi Giacomo e Giovanni, e il monastero di Santa Maria in Montecchio. L'aula aveva ben tre altari.
L'antica chiesa rimase parrocchia di Credaro fino al 1587 quando il vescovo di Bergamo Gerolamo Regazzoni concessa l'edificazione di un nuovo edificio di culto che fu intitolato nel 1671 al Corpus Domini. Nel secolo successivo fu demolita e riedificata tra il 1737 e il 1775, e fu consacrata dal vescovo Pier Luigi Speranza il 16 ottobre 1864 dandole l'antico titolo di san Giorgio martire.
Nel 1659 fu il vescovo san Gregorio Barbarigo a visitare la parrocchia, che ne documenta la presenza delle confraternite del Santissimo Sacramento, del Santissimo Rosario, la scuola della dottrina cristiana. La parrocchia era retta da due sacerdoti.
La chiesa fu inserita nel 1666 nel “Sommario delle chiese di Bergamo”, elenco redatto dal cancelliere della curia vescovile Giovanni Giacomo Marenzi. Nel documento è indicata come chiesa parrocchiale di Credaro in Valle Calepio, vi erano le scuole del Santissimo Sacramento, del Santo Rosario, e la congregazione pia della Misericordia, e vi erano tre altari.
Nella seconda metà del Novecento la chiesa fu oggetto di lavori di mantenimento e di ammodernamento.
Durante la visita del vescovo Giovanni Paolo Dolfin del 4 luglio 1781, l'allora rettore della parrocchia, fece una relazione che fu allegata agli atti nella quale si evince che vi erano un parroco mercenario coadiuvato da due sacerdoti; aveva cinque altari e diverse confraternite: scuola del Santissimo Sacramento, della Beata Vergine Maria del Santissimo Rosario, di Santa Perpetua, delle Reliquie, della dottrina cristiana e la quella pia della Misericordia.
Con decreto del 27 maggio 1927 del vescovo Giulio Oggioni la chiesa fu inserita nel vicariato di Predore.

## Descrizione
Una rampa di scale accede al sagrato in ciottoli che anticipa l'edificio di culto delimitato da pilastri completi di pinnacoli. La facciata intonacata è divisa su due ordini da un'alta cornice e divisa da lesene in cinque settori, lesene complete di alta zoccolatura in pietra e terminanti che reggono il cornicione. Centrale il portale in pietra arenaria modanato preceduto da quattro gradini. L'ordine superiore di misura inferiore presenta il prosieguo delle lesene terminanti con capitelli d'ordine ionico. Centrale la finestra rettangolare atta a illuminare l'aula, e laterali due nicchie che ospitano le statue dei santi. Il frontone termina con il timpano triangolare dove è scritta la dedicazione della chiesa.
La sagrestia conserva l'ultimo lavoro eseguito dall'artista veneziano Lorenzo Lotto prima di fare ritorno a Venezia. Il dipinto posto sulla parate di fondo, raffigurante la Natività, era presenta nella cappella esterna. Il dipinto a carattere votivo si presenta dai colori delicati.